# Svein Heglund
Svein Heglund (ur. 10 grudnia 1918 w Kristianie, zm. 18 czerwca 1998 w Oslo) – norweski lotnik, czołowy norweski as myśliwski okresu II wojny światowej.

## Życiorys

### Młodość
Urodził się 10 grudnia 1918 w Kristianie jako syn inżyniera Otto Hjalmara Heglunda i fotografki Anny Margarethy Klinkenberg. Jesienią 1939 próbował wstąpić do Norweskiej szkoły sił powietrznych lecz termin nadsyłania wniosków minął. Po odbyciu służby wojskowej wyjechał do Szwajcarii na studia inżynierskie. Podczas niemieckiej inwazji na Norwegię w kwietniu 1940 przebywał w Zurychu. Przez Bordeaux i Portsmouth przedostał się do Stanów Zjednoczonych. W Nowym Jorku poznał kilku norweskich oficerów lotnictwa. W czerwcu 1940 udał się do Little Norway (obóz szkoleniowy norweskich sił powietrznych) niedaleko Toronto.

### II wojna światowa
Z Kanady przybył do Wielkiej Brytanii. Odbył przeszkolenie na samolotach Miles Master i Hawker Hurricane w No. 59 Operational Training Unit (59 OTU), po czym otrzymał przydział do nowo sformowanego 331 norweskiego dywizjonu RAF stacjonującego na Orkadach. Do obowiązków dywizjonu, wyposażonego w Hurricany Mk.IIBs należała osłona powietrzna bazy Royal Navy w Scapa Flow oraz eskorta konwojów.
W listopadzie 1941 dywizjon został przezbrojony w Spitfiry MkIIAs, które w marcu 1942 zastąpiono Spitfirami MkVb. Kilka tygodni później dywizjon przeniesiono do bazy North Weald skąd brał udział w eskortowaniu wypraw bombowych na kontynent oraz w obronie przeciwlotniczej Londynu.
Po wylataniu 200 godzin w lotach bojowych, w lutym 1943, Heglund został instruktorem Jednostki Szkolenia Operacyjnego (OTU). Po trzech miesiącach wrócił do swojej jednostki jako świeżo upieczony kapitan i dowódca eskadry A (A-flight). W listopadzie 1943 został przeniesiony do RAF Ferry Command, do jego zadań należało odbieranie samolotów z fabryk i dostarczanie ich do jednostek.
W 1944 skontaktował się z Johnem Cunninghamem, byłym dowódcą 85 dywizjonu, we wrześniu rozpoczął służbę w tym dywizjonie gdzie walczył na samolotach De Havilland Mosquito aż do końca wojny.
Podczas II wojny światowej Svein Heglund zestrzelił 16 samolotów: 7 Fw 190, 6 Bf 109 oraz 3 Me 110

### Czasy powojenne
Po zakończeniu działań wojennych wyjechał ponownie do Zurychu w celu ukończenia studiów. Po uzyskaniu dyplomu wrócił do Norwegii gdzie zajmował różne stanowiska
w Dowództwie sił powietrznych (LFK). W 1970 został dowódcą obrony przeciwlotniczej, cztery lata później objął funkcję szefa LFK. Na tym stanowisku pracował aż do przejścia na emeryturę w 1982 w stopniu generalmajora (generała brygady).

## Ordery i odznaczenia
- Krzyż Wojenny (dwukrotnie)[6][7],
- Medal Wojenny
- Defence Medal 1940–1945
- Medal 70-lecia Króla Haakona VII
- Distinguished Service Order
- Distinguished Flying Cross[7]
- 1939–1945 Star
- Atlantic Star